# Harrison (Tennessee)
Harrison és una concentració de població designada pel cens dels Estats Units a l'estat de Tennessee. Segons el cens del 2000 tenia 7.630 habitants.

## Demografia
Segons el cens del 2000, Harrison tenia 7.630 habitants, 2.856 habitatges, i 2.281 famílies. La densitat de població era de 404,1 habitants/km².
Dels 2.856 habitatges en un 35% hi vivien nens de menys de 18 anys, en un 65,8% hi vivien parelles casades, en un 10,6% dones solteres, i en un 20,1% no eren unitats familiars. En el 16,6% dels habitatges hi vivien persones soles el 5,1% de les quals corresponia a persones de 65 anys o més que vivien soles. El nombre mitjà de persones vivint en cada habitatge era de 2,67 i el nombre mitjà de persones que vivien en cada família era de 3.
Per edats la població es repartia de la següent manera: un 24,9% tenia menys de 18 anys, un 7,8% entre 18 i 24, un 29,9% entre 25 i 44, un 27,4% de 45 a 60 i un 9,9% 65 anys o més.
L'edat mediana era de 38 anys. Per cada 100 dones de 18 o més anys hi havia 92 homes.
La renda mediana per habitatge era de 49.393 $ i la renda mediana per família de 55.412 $. Els homes tenien una renda mediana de 35.332 $ mentre que les dones 27.487 $. La renda per capita de la població era de 22.893 $. Entorn de l'1,7% de les famílies i el 3,1% de la població estaven per davall del llindar de pobresa.

## Poblacions més properes
El següent diagrama mostra les poblacions més properes.